# Herick Manuel Campos Arteseros
Herick Manuel Campos Arteseros (la Vila Joiosa, Marina Baixa, 1976) és un polític valencià, diputat al Congrés dels Diputats en la IX, X i XI legislatures.
Estudià sociologia a la Universitat d'Alacant. Militant del Partit Socialista del País Valencià (PSPV) a més d'estar afiliat a UGT, Campus Jove, Amnistia Internacional i Solidaritat Internacional. També és membre de la Comissió Executiva Federal del PSOE i del Comitè Federal (setembre 2000 - juliol 2007). És secretari general de Joventuts Socialistes d'Espanya (setembre 2000 - juliol 2007) i portaveu de Joventut del Grup Parlamentari Socialista (2004-2008). Diputat per la província d'Alacant a les eleccions generals espanyoles de 2004, 2008, 2011 i 2015. Actualment és portaveu adjunt del PSOE en la Comissió mixta Congrés-Senat per a l'Estudi del Canvi Climàtic.